# واک‌سازی
واک‌سازی (به انگلیسی: Phonation) فرایندی است که طی آن پرده‌های صوتی اصوات مشخصی را با ارتعاش شبه‌دوره‌ای تولید می‌کنند. واک‌سازی در حقیقت یکی از عملکردهای اصلی حنجره می‌باشد. به آواهایی که در زمان تولید آن‌ها پرده‌های صوتی در حالت واک‌سازی قرار دارند، واک‌دار (مثل /z/) و به آن‌هایی که هنگام ساختشان پرده‌های صوتی در حالت واک‌سازی قرار ندارند، بی‌واک (مانند /s/) می‌گویند.

## واک
درک شنونده از لرزش پرده‌های صوتی را واک می‌گویند. اگر هنگام تولید آوا این پرده‌ها ارتعاش داشته باشند، واک‌دار و اگر بدون ارتعاش باشند، بی‌واک شنیده می‌شوند. لرزش پرده‌های صوتی رویه‌ای پیچیده است و تحقیقات پرشماری تاکنون در این زمینه انجام گرفته است.

### تولید
هنگام تولید واک، پرده‌های صوتی به یکدیگر نزدیک شده و در مسیر جریان هوای بازدم مانعی نسبی به وجود می‌آورند. گذشتن هوای بازدم باعث لرزش این پرده‌ها می‌شود که واک در نتیجه این لرزش ایجاد می‌شود. به حالت پرده‌های صوتی در زمان ساختن واک، «حالت واک‌سازی» می‌گویند.

### انواع
پرده‌های صوتی به علت پیچیده بودن ساختارشان می‌توانند به اشکال مختلفی ارتعاش داشته و تولید واک نمایند. انواع واک در زبان‌های بشری واک اصلی، واک نفسی و واک جیرجیری هستند.